# حبيب بن بهريز
حبيب بن بهريز (ازدهر في أوائل القرن التاسع)، ويُعرف أيضًا عبد يشوع بن بهريز، كان أسقفًا وعالمًا في كنيسة المشرق ، اشتهر بترجماته من السريانية إلى العربية. كما كتب أيضًا أعمالًا أصلية في المنطق والقانون الكنسي والدفاع عن العقيدة.
من المرجح أن ابن بهريز وُلد في منتصف أو أواخر القرن الثامن. مكان ولادته غير معروف. كان معاصرًا للخليفة العباسي المأمون ( r. 813–833 ) والطبيب جبريل بن بختيشوع. ربما يكون قد توفي قبل وفاة ابن بختيشوع بفترة وجيزة في عام 827. كان من أصل فارسي، كما يشير اسم والده، بهريز. وكان اسمه الحقيقي حبيب، بينما كان عبد يشوع (خادم المسيح) اسمًا دينيًا اتخذه عند دخول الكنيسة. كان أسقفًا لحران في عهد الدولة العباسية ثم مطرانًا للموصل وحزة. وفقًا لما أورده الجاحظ عنه، فكان لعبد يشوع طموحات في أن يصبح كاثوليكوسًا [الإنجليزية]، وبحسب الجاحظ فكانت دراسته مؤهلة لأن يصل لهذا المنصب ولكنه افتقر إلى الطول أو الصوت أو اللحية الطويلة المطلوبة، وهي سمات بارزة للأساقفة الذين كانوا يملؤون هذا المنصب.
كان ابن بهريز من أوائل المترجمين في حركة الترجمة اليونانية السريانية العربية. وفقًا لابن النديم، كتب ابن بهريز ملخصات لكتابي أرسطو: المقولات والعبارة، وترجم العديد من الأعمال الفلسفية إلى العربية، وكتب تعليقات على الكلاسيكيات للخليفة المأمون. كما كلفه الخليفة أيضًا بتأليف أطروحة عربية في المنطق، وهي كتاب حدود المنطق، الذي استند فيه ابن بهريز على كتابي المقولات لأرسطو وكتاب إيساغوجي لفرفوريوس. وكان ابن بهريز مرتبطًا أيضًا بنخب العباسيين الآخرين، وكان ذا حظوة في دار الخلافة. ترجم كتاب مقدمة الحساب لنيقوماخوس الجراشي من السريانية إلى العربية وأهداه لطاهر بن الحسين. وقد ترجم أيضًا كتب الطب لابن بختيشوع.
كتب ابن بهريز أيضًا أعمالًا في الدفاع عن كريستولوجيا كنيسته، بما في ذلك كتاب موجه ضد عملين اليعقوبيين (الكنيسة السريانية الأرثوذكسية). وصفه ابن النديم «حكمته كانت قريبة من حكمة الإسلام»، وربما رأى ابن النديم ذلك لأنه دافع عن وحدة الأقنومضد عقيدة اليعاقبة والمالكانيين. ومن المعروف أن ابن بهريز كتب رسالة دفاعية بعنوان «مقالة في التوحيد والتثليث». دافع فيها عن الثالوث بحجة أنها لا تعني التثليث. وهو محفوظ في مخطوطتين في مجموعات خاصة في حلب ولم يُنشر قط، مع إهمال كبير للمخطوطات العربية. وقد نُشر كتابه المرجعي حول القانون الكنسي المتعلق بالزواج والميراث، والذي كتبه باللغة السريانية. وبحسب عبديشوع الصوباوي فقد كتب أيضًا شرحًا للخدمات الكنسية المختلفة.
من المحتمل أن يكون ابن بهريز هو نفسه المطران النسطوري عبد يشوع الذي شارك في مناظرة عامة أو مناقشة حول مختلف المعتقدات المسيحية في عشرينيات القرن التاسع أمام وزير مسلم لم يُذكر اسمه. هناك سجل قصير لهذا الحدث باللغة العربية من مؤلف مجهول، ربما كان مسيحيًّا يعقوبيًا، والذي أطلق عليه محرره عنوان مناقشة نصرانية. وقد حُفظ في ثلاث مخطوطات. إن المشاركين المالكانيين واليعاقبة ثاوذورس أبي قرة وأبو رائطة التكريتي ، على التوالي، معروفون جيدًا.

## الطبعات
لم يُنشر لابن بهريز إلا عملين: كتابه في القانون السرياني، وأطروحته العربية في المنطق.
- والتر سيلب، عبده بار بهريز، تنظيم الزواج والميراث وكذلك الفصل في القضايا القانونية. (هيرمان بوهلاوس، 1970).
- مت دانشبازوه، النطاق لابن المقفع وحدود النطاق لابن بهريز (أنجومان شاهنشاه فلسفة إيران، 1978).

حُررت المناقشة المسيحية وتُرجمت إلى اللغة الإنجليزية:
- ساندرا تونيس كيتنج، الدفاع عن "أهل الحق" في العصر الإسلامي المبكر: الدفاعيات المسيحية لأبي رائطة (بريل، 2006)، ص 11. 347-351 (تحليل)، 352-357 (نص).

## ملحوظات
1. ↑  Syriac: ܥܒܕܝܫܘܥ ܒܪ ܒܗܪܝܙ; العربية: عبد يشوع بن بهريز